# Quản lý tri thức cá nhân
Quản lý tri thức cá nhân (PKM) là tập hợp các quá trình mà một người sử dụng để thu thập, phân loại, lưu trữ, tìm kiếm và chia sẻ kiến thức trong các hoạt động hàng ngày của họ và cách thức mà các quy trình này hỗ trợ các hoạt động công việc. Đó là một phản ứng với ý tưởng rằng người lao động tri thức cần phải chịu trách nhiệm về sự phát triển và học hỏi của họ Đây là cách tiếp cận từ dưới lên đối với quản lý tri thức (KM).

## Lịch sử và nền tảng
Mặc dù ngay từ năm 1998, Davenport đã viết về tầm quan trọng của năng suất lao động đối với việc hiểu các quy trình kiến thức cá nhân (trích dẫn trong chương trình Zhang 2009), thuật ngữ quản lý tri thức cá nhân dường như tương đối mới. Nguồn gốc của nó có thể được tìm ra trong một bài báo của Frand & Hixon (1999).
PKM tích hợp quản lý thông tin cá nhân (PIM), tập trung vào các kỹ năng cá nhân, với quản lý tri thức (KM), thêm vào các đầu vào từ nhiều nguyên tắc khác nhau nhưtâm lý học nhận thức, quản lý và triết học (Pauleen 2009). Từ quan điểm của tổ chức, sự hiểu biết về lĩnh vực này đã phát triển dựa trên việc mở rộng kiến thức về khả năng nhận thức của con người và tính thấm của ranh giới tổ chức. Từ quan điểm siêu nhận thức, nó so sánh các phương thức khác nhau trong nhận thức của con người như về năng lực và hiệu quả của chúng (Sheridan 2008). Đây là một khu vực chưa được nghiên cứu (Pauleen 2009). Gần đây, các nghiên cứu đã được tiến hành để hiểu "vai trò tiềm năng của công nghệ Web 2.0 để khai thác và quản lý kiến thức cá nhân" (Razmerita, Kirchner & Sudzina 2009).

## Mô hình
Dorsey (2001) xác định việc thu thập, ước lượng và đánh giá thông tin, tổ chức, phân tích, trình bày, bảo mật và hợp tác như là điều cần thiết cho PKM (trích dẫn trong Zhang 2009).
Mô hình của Wright liên quan đến bốn lĩnh vực liên quan: phân tích, thông tin, xã hội và học tập. Miền phân tích liên quan đến năng lực như diễn giải, hình dung, ứng dụng, sáng tạo và bối cảnh hóa vấn đề. Khía cạnh thông tin bao gồm việc tìm nguồn cung ứng, đánh giá, tổ chức, tập hợp và truyền thông. Khía cạnh xã hội liên quan đến việc tìm kiếm và cộng tác với mọi người, phát triển cả mạng lưới gần gũi, mạng lưới mở rộng, và đối thoại. Các khía cạnh học tập đòi hỏi phải mở rộng khả năng nhận dạng và khả năng nhận thức, phản ánh, phát triển kiến thức mới, cải tiến kỹ năng và mở rộng cho người khác. Mô hình này nhấn mạnh tầm quan trọng của cả mạng lưới liên kết và bắc cầu (Wright 2007).((Wright 2007).
Trong mô hình kiến thức SECI của Nonaka và Takeuchi (xem phần quản lý tri thức), kiến thức có thể được ngầm hoặc rõ ràng, với sự tương tác của cả hai mang lại kiến thức mới (Nonaka & Takeuchi 1995). Smedley đã phát triển một mô hình PKM dựa trên mô hình của Nonaka và các đồng nghiệp, trong đó một chuyên gia hướng dẫn và một cộng đồng thực hành hỗ trợ cho việc sáng tạo kiến thức cá nhân (Smedley 2009). Niềm tin là trọng tâm của việc chia sẻ kiến thức trong mô hình này. Nonaka gần đây đã trở lại làm việc trước đây của mình trong một nỗ lực để tiếp tục phát triển ý tưởng của mình về sáng tạo kiến thức (Nonaka & von Krogh 2009)
Quản lý tri thức cá nhân cũng có thể được xem theo hai chiều kích chính, kiến thức cá nhân và quản lý cá nhân (Zhang 2009). Zhang đã phát triển một mô hình của PKM liên quan đến quản lý kiến thức tổ chức (OKM) xem hai trục của thuộc tính kiến thức và các quan điểm quản lý, tổ chức hoặc cá nhân. Các khía cạnh của kiến thức về tổ chức và cá nhân được kết nối với nhau thông qua quá trình OAPI (tổ chức, tổng hợp, cá nhân hoá và cá nhân hóa), theo đó kiến thức tổ chức được cá nhân hóa và cá nhân hoá và tri thức cá nhân được tổng hợp và vận hành như là kiến thức tổ chức (Zhang 2009).

## Những lời phê bình
Không rõ là PKM là gì ngoài một cái bao bọc mới trong quản lý thông tin cá nhân (PIM). William Jones lập luận rằng chỉ có thông tin cá nhân là tài nguyên hữu hình có thể được quản lý, trong khi kiến thức cá nhân không thể (Jones 2010). Dave Snowden đã khẳng định rằng hầu hết các cá nhân không thể quản lý kiến thức của họ theo nghĩa truyền thống của "quản lý" và đã ủng hộ tư duy về cảm quan hơn là PKM (Snowden & Pauleen 2008). Kiến thức không chỉ đơn thuần là một sản phẩm cá nhân mà nó xuất hiện thông qua các kết nối, hộp thoại và tương tác xã hội (xem Xã hội học về tri thức). Tuy nhiên, trong mô hình của Wright, PKM liên quan đến ứng dụng để giải quyết vấn đề về các khía cạnh phân tích, thông tin, xã hội và học tập, có liên quan với nhau (Wright 2007), và do đó là xã hội.
Mục đích của PKM là "giúp các cá nhân có hiệu quả hơn trong môi trường cá nhân, tổ chức và xã hội" (Pauleen 2009, trang 221), thường là thông qua việc sử dụng các công nghệ như phần mềm mạng. Tuy nhiên, người ta vẫn cho rằng phương trình của PKM với công nghệ đã giới hạn giá trị và tiện ích của khái niệm này (ví dụ như Pollard 2008, Snowden & Pauleen 2008).
Năm 2012, Mohamed Chatti giới thiệu mô hình PKN với KM như là một quan điểm khác về PKM, dựa trên các khái niệm về mạng lưới kiến thức cá nhân và hệ sinh thái tri thức ((Chatti 2012).

## Kỹ năng
Các kỹ năng liên quan đến quản lý tri thức cá nhân bao gồm:
- Phản ánh. Cải tiến liên tục về cách cá nhân hoạt động.
- Quản lý học tập. Quản lý cách thức và thời điểm cá nhân học.
- Biết đọc thông tin. Hiểu được thông tin nào là quan trọng và làm thế nào để tìm thấy thông tin không rõ.
- Kỹ năng tổ chức. Thủ thư cá nhân. Phân loại cá nhân và nguyên tắc phân loại.
- Kết nối với người khác. Biết được mạng lưới quan hệ của bạn biết gì. Biết được ai có thể có thêm kiến thức và nguồn lực để giúp bạn
- Nghiên cứu, vận động, chú ý, phỏng vấn và quan sát kỹ năng "nhân chủng học văn hoá"
- Kĩ năng giao tiếp. Nhận thức, trực giác, biểu hiện, hình dung và giải thích.
- Kỹ năng sáng tạo. Tưởng tượng, nhận dạng mẫu, đánh giá cao, đổi mới, suy luận. Hiểu biết về các hệ thống thích ứng phức tạp.
- Kỹ năng cộng tác. Điều phối, đồng bộ hóa, thử nghiệm, hợp tác và thiết kế.

## Công cụ
Một số tổ chức đang giới thiệu hệ thống "PKM" với một số hoặc tất cả bốn thành phần:
- Tìm kiếm trong thời gian: các mẫu và thư điện tử ghi âm các danh sách cho phép mọi người xác định và kết nối với các chuyên gia và chuyên gia phù hợp một cách nhanh chóng và hiệu quả
- Thu thập kiến thức: các công cụ phần mềm tự động thu thập kiến thức thích hợp dựa trên các ổ cứng của các chuyên gia
- Quản lý nội dung: quy trình phân loại và các công cụ tìm kiếm trên máy tính để bàn cho phép nhân viên đăng ký, tìm, tổ chức và xuất bản các thông tin nằm trên máy tính để bàn
- Nâng cao năng suất cá nhân: hội chợ kiến thức và khóa đào tạo 101 để giúp mỗi nhân viên sử dụng hiệu quả hơn kiến thức, học tập và công nghệ hiện có trong công việc của họ

PKM cũng đã được liên kết với các công cụ này:
- Dấu trang xã hội và dấu trang doanh nghiệp
- Các blog kiến thức (k-logs)
- Email, lịch, trình quản lý công việc
- Trợ lý ảo
- Wiki cá nhân và ngữ nghĩa

Các công cụ hữu ích khác bao gồm Công nghệ Không gian mở, nhân chủng học văn hoá, các câu chuyện và tường thuật, bản đồ tư duy, bản đồ khái niệm và ngôn ngữ sinh thái, và các khung đơn và kỹ thuật hiển thị thông tin tương tự. Các cá nhân sử dụng các công cụ này để nắm bắt ý tưởng, chuyên môn, kinh nghiệm, ý kiến hoặc suy nghĩ, và "tiếng nói" này sẽ khuyến khích sự đa dạng nhận thức và thúc đẩy trao đổi miễn phí từ kho lưu trữ kiến thức được tập trung. Mục đích là để tạo điều kiện chia sẻ kiến thức và quản lý nội dung cá nhân.